# Ann Packer
Ann Elizabeth Packer (Moulsford, 8 marzo 1942) è un'ex mezzofondista e velocista britannica, vincitrice della medaglia d'oro negli 800 metri piani ai Giochi olimpici di Tokyo nel 1964.

## Biografia
Ann Packer era iscritta al Reading Athletic Club quando venne selezionata dalla nazionale d'atletica britannica. Fece parte della staffetta 4×100 metri che vinse la medaglia d'argento ai Giochi del Commonwealth di Perth del 1962 e vinse la medaglia di bronzo ai Campionati europei disputati a Belgrado nello stesso anno.
Ai Giochi olimpici di Tokyo 1964 partiva come favorita nei 400 metri, dove però giunse seconda alle spalle dell'australiana Betty Cuthbert, nonostante avesse realizzato il nuovo record europeo (52"2).
Successivamente partecipò senza velleità agli 800 metri, disciplina alla quale si dedicava saltuariamente, ma fu proprio questa specialità che le permise di salire sul gradino più alto del podio. La vittoria giunse anche grazie al fatto che la Packer riuscì a stabilire il nuovo record mondiale in 2'01"1.
A seguito della conquista della medaglia d'oro annunciò il ritiro dalle competizioni all'età di soli 22 anni.
Si sposò con Robbie Brightwell, vincitore a sua volta e nella stessa edizione delle Olimpiadi di una medaglia d'argento della staffetta 4×400 metri. Dal matrimonio nacquero tre figli: Gary, Ian e David, questi ultimi due futuri calciatori del Manchester City.

## Palmarès
| Anno | Manifestazione          | Sede     | Evento      | Risultato | Prestazione | Note            |
| ---- | ----------------------- | -------- | ----------- | --------- | ----------- | --------------- |
| 1962 | Europei                 | Belgrado | 200 metri   | 6ª        | 24"4        |                 |
| 1962 | Europei                 | Belgrado | 4×100 metri | Bronzo    | 44"9        |                 |
| 1962 | Giochi del Commonwealth | Perth    | 4×110 iarde | Argento   | 46"81       |                 |
| 1964 | Giochi olimpici         | Tokyo    | 400 metri   | Argento   | 52"2        |                 |
| 1964 | Giochi olimpici         | Tokyo    | 800 metri   | Oro       | 2'01"1      | Record mondiale |